# Distrito de Šaľa
El distrito de Šaľa (en eslovaco Okres Šaľa) es una unidad administrativa (okres) de Eslovaquia Meridional, situado en la región de Nitra, con 54 000 habitantes (en 2001) y una superficie de 356 km². Su capital es la ciudad de Šaľa.

## Demografía
| Año        | 1994   | 2004    | 2014    | 2024    |
| ---------- | ------ | ------- | ------- | ------- |
| Población  | 54 540 | 54 110  | 52 780  | 49 971  |
| Diferencia |        | −0,78 % | −2,45 % | −5,32 % |

| Año        | 2023   | 2024    |
| ---------- | ------ | ------- |
| Población  | 50 384 | 49 971  |
| Diferencia |        | −0,81 % |

## Ciudades (población año 2017)
- Šaľa 22 219

## Municipios
- Diakovce 2277
- Dlhá nad Váhom 888
- Hájske 1306
- Horná Kráľová 1877
- Kráľová nad Váhom 1793
- Močenok 4305
- Neded 3318
- Selice 2844
- Tešedíkovo 3699
- Trnovec nad Váhom 2709
- Vlčany 3222
- Žihárec 1701